# Giovanni Blandino
Giovanni Blandino (Modica, 21 marzo 1938 – Magenta, 22 marzo 2020) è stato uno scultore e pittore italiano.

## Biografia
Giovanni Blandino nacque a Modica nel 1938 e dimostrò  sin da ragazzo una spiccata sensibilità al mondo dell'arte. Frequentò la Scuola d'Arte a Siracusa e a Comiso, per poi passare all'Istituto d'Arte di Palermo.
Trasferitosi quindi a Milano, iniziò a seguire i corsi dell'Accademia di Brera sotto la guida di Francesco Messina, diplomandosi e frequentando successivamente i laboratori artistici di Ivo Soli e di Nino Galizzi. Inaugurò nel 1958 una propria prima mostra pittorica, che aprirà la strada ad altre personali tenutesi nel 1975 presso la Galleria "La Ribalta" di Pavia, nel 1976 a Trento, nel 1977 a Trieste, nel 1979 a Bologna. A Milano conobbe Saverio Terruso col quale intratterrà un rapporto di amicizia e collaborazione.
Scultore definito dalla critica di grande spessore culturale ed artistico, si dedicò per tutta la vita prevalentemente alla scultura e al disegno. Nel 1970 partecipò alla biennale Nazionale d'Arte "La Permanente" di Milano, alla Biennale d'Arte di Venezia nel 1976 ed al Simposio Internazionale di Scultura di Prilep, nella ex-Jugoslavia.
Nel corso della sua carriera realizzò sculture per enti pubblici e privati fra cui, nel 1977, una per il Comune di Cento e nel 1989 per il Comune di Modica ("I Martiri di Passogatta"). Nel 1981 un'ampia retrospettiva gli venne dedicata dal comune di Casalpusterlengo e nel 1986 espose presso la galleria Carini di Milano presentata da Raffaele De Grada; l'anno seguente espose alla galleria De Bernardi di Busto Arsizio. Nel 1992 e nel 1993 espose alla Biennale di Arte Sacra di Cremona. Nel 1995 presentò alcune opere alla terza rassegna internazionale del bronzetto a Trieste ed alla mostra internazionale di pittura e scultura "Expo" di Genova. Nel 1996 fu in Giappone nell'ambito dell'evento "Arte senza Frontiere".
La carriera dell'artista attraverso le sue opere fu riassunta in diverse mostre personali fra cui quella del 2002 presso lo Spazio Labora, mentre alcune sue opere sono state esposte nella mostra itinerante "Fascinosum et Tremendum" tenutasi a Renazzo-Montevarchi-Torino. Nel 2002 a Cuggiono non mancò di partecipare alla mostra "40 opere per un percorso di disegni di arte contemporanea" presso la locale Villa Annoni come ospite speciale.
Negli ultimi anni rivolse la propria arte anche alla scrittura redigendo il volume Poesia e realtà nelle opere di Giovanni Blandino, un modo semplice e raffinato per spiegare il suo modo di concepire l'arte moderna.
Trasferitosi a Cuggiono dopo il matrimonio negli anni '80, è deceduto al vicino ospedale di Magenta il 22 marzo 2020, il giorno dopo il suo ottantaduesimo compleanno, per complicazioni da COVID-19. L'artista era reduce da un intervento al cuore.
Alcune sue opere si trovano in esposizione permanente presso la Galleria "Ponte Rosso" di Milano e presso l'Associazione Culturale "La regina di quadri" di Modica e al palazzo della Permanente di Milano.